# 国家气候中心
国家气候中心，于1995年1月10日创立于北京，隶属于中国气象局，为独立的司局级法人事业单位，是中国气象基本业务系统的重要组成部分，主要承担着建设国家级气候和气候变化业务系统的任务。它是世界气象组织东亚季风活动中心、全球长期预报产品中心，是世界气象组织亚洲区域气候中心、區域專責氣象中心，也是世界上少数几个能利用气候预测模式发布预测产品的机构。

## 机构沿革
1994年2月，中华人民共和国国务院批准组建国家气候中心，为中国气象局直属正司局级事业单位。经过近一年的筹备，1995年1月10日由时任国务委员宋健正式授牌成立。
国家气候中心职工编制人数200人，现有职工141人，其中中国工程院院士1人，研究员（正研级高工）23人、副研究员（高级工程师）55人，博士（后）77人、硕士27人。

## 职责
根据《国家气候中心主要职责及机构编制方案》，国家气候中心承担下列职责：
1. 牵头负责月、季、年及更长时间尺度的气候与气候变化分析、诊断预测、气候影响评价和应用服务、气候资料分析评价和应用业务、全球气候变化及其影响评估，负责为党中央、国务院和政府部门提供气候决策服务产品，统一归口发布公众气候服务信息，为社会提供气候专项保障服务。
2. 建立并运行月、季、年际气候动力模式业务预测系统，为气候业务提供模式预测解释应用产品；开发并改进气候动力模式，建立多圈层耦合的气候系统模式和多模式超级集合预测系统，提高模式预测能力。
3. 加强气候监测、应用与服务工作，开展与气候相关的季风、积雪、海温监测、干旱等灾害监测预警、生态与环境监测预测、城市气候监测分析评价、气候资源开发利用与保护工作。拓宽气候服务领域，开发新产品，为国家经济社会可持续发展服务。
4. 进行气候系统各圈层之间相互作用研究，研发气候系统模式，拓展气候环境业务服务领域，提供决策气象服务基本产品。
5. 开展气候变化及其影响评估与对策的研究，为我国参与政府间气候变化专门委员会(IPCC）和《联合国气候变化框架公约》(UNFCCC）等履约活动提供科学技术支持。
6. 开展气候、环境及其相关资料的分析工作，加强地基、空基、天基观测资料在气候与气候变化业务中的应用研究，进行气候资料的均一性检验、资料插补、序列订正以及气候资料质量评估等业务工作。
7. 承担北京气候中心（BCC）职能，并争取早日成为世界气象组织（WMO）亚洲区域气候中心（RCC）；承担中国气象局气候研究开放实验室的职能，并努力发展成为国家级重点开放实验室。
8. 承担全国短期气候和气候变化业务技术指导、公众服务和气候研究等任务，以及相关的业务升级、拓展和新技术开发、推广等工作。

## 机构设置
根据《国家气候中心主要职责及机构编制方案》，国家气候中心设置下列机构：

### 内设管理机构
- 办公室
- 业务科技处
- 计划财务处
- 人事处
- 党委办公室

### 内设业务机构
- 气候服务室
- 气候预测室
- 气象灾害风险管理室
- 气候变化室
- 气候模式室
- 气候研究开放实验室
- 业务系统发展与运控室
- 博士后科研工作站